# Mutemwiya
Mutemwiya (hay Mutemwia, Mutemuya, Mutemweya) là một thứ phi của Pharaon Thutmose IV và là mẹ của Pharaon Amenhotep III. Bà không được nhắc đến trong suốt thời gian trị vì của chồng, và chỉ được biết đến dưới thời trị vì của con trai.

## Thân thế

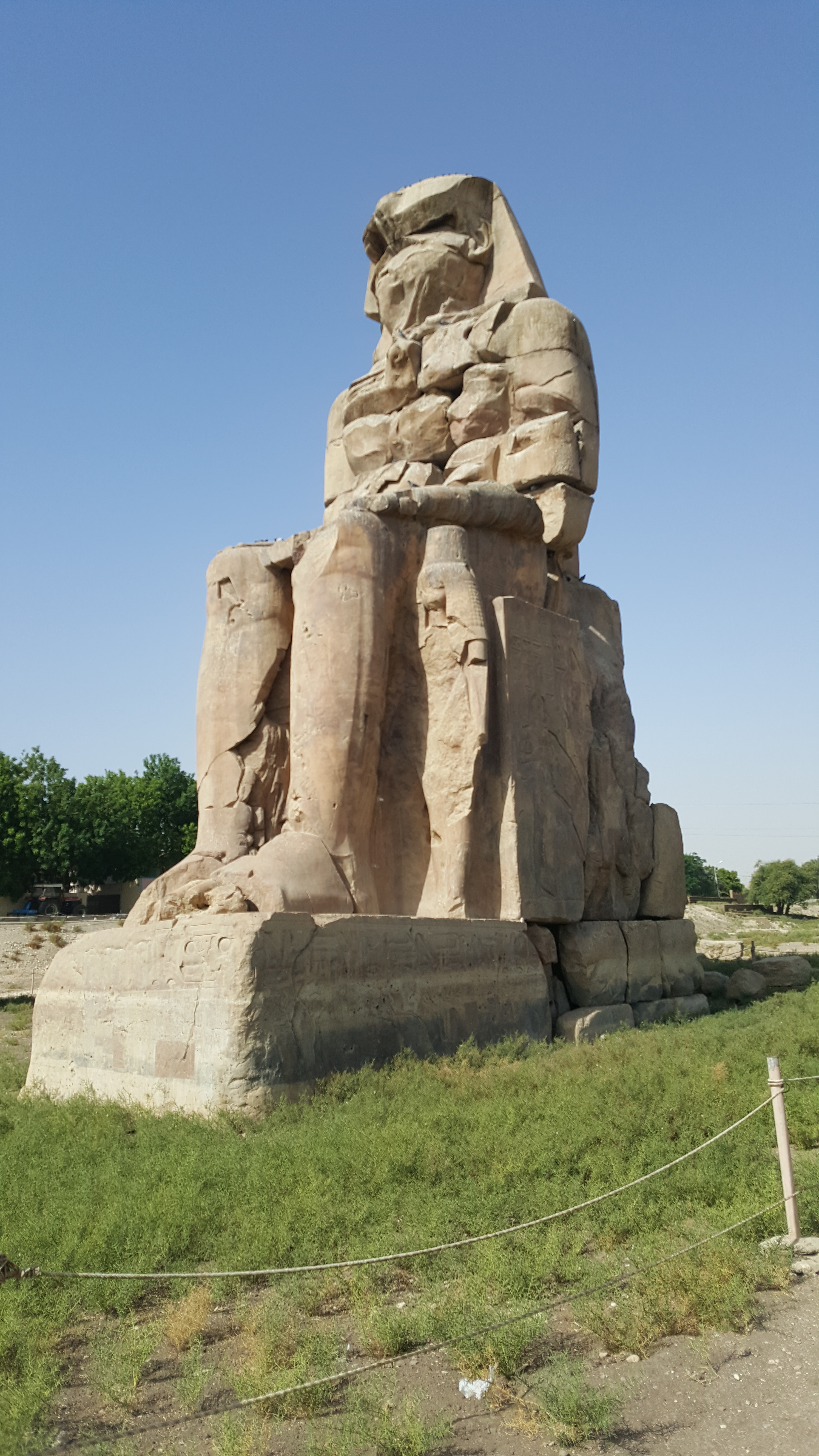
Một bức tượng lớn của Amenhotep III. Mutemwiya ở bên chân trái của ông.

Không rõ xuất thân của Mutemwiya, do bà không được nhắc đến dưới thời Thutmose IV. Mutemwiya đã bị lu mờ trước mẹ chồng là Tiaa và hai chính cung, Nefertari và Iaret, đều là những Chính thất Vương hậu dưới thời Thutmose IV.
Trên những đền đài kỷ niệm, Mutemwiya mới được gọi với danh hiệu Chính thất Vương hậu do con trai tôn phong cho bà, bên cạnh đó là danh hiệu Vương mẫu hậu hay Mẫu thần (tạm dịch từ God's mother) do Amenhotep xem mẹ là nữ thần Mut. Điều này giống với trường hợp của vương hậu Tiaa không được biết đến dưới thời của Amenhotep II, mãi đến khi con trai lên ngôi thì bà mới được tôn phong làm vương hậu. Trên phù điêu tại đền Luxor, Mutemwiya nổi tiếng với câu chuyện thụ thai với thần Amun-Ra rồi hạ sinh Amenhotep III, nhằm khẳng định việc ông lên ngôi là do thần thánh đã định đoạt.
Có ý kiến cho rằng, Mutemwiya là người con gái của Artatama I, vua của Mitanni, đã gả cho Thutmose IV nhằm giữ mối giao hảo. Một cuộc hôn nhân trong giai đoạn trị vì của một vị vua chỉ có khả năng là để kiếm người nối dõi, trong khi Amenhotep III đã chào đời ngay đầu thời Thutmose IV, nếu không thì sớm hơn là vào thời ông nội Amenhotep II. Do đó, giả thiết này bị bác bỏ, và thêm một điều là những hậu phi ngoại quốc đều không được ban tên Ai Cập dưới thời Amenhotep III, nên Mutemwiya không thể nào là người ngoại quốc.
Ở đền Karnak, Mutemwiya được biết đến nhiều nhất qua bức tượng đá hoa cương đen (dài khoảng 2,3 m) khắc họa bà hóa thân là nữ thần Mut ngồi trên con thuyền thiêng (cũng mang ý nghĩa tên bà), tuy nhiên phần thân trở lên của bà đã bị vỡ nát, hiện đang được trưng bày tại Bảo tàng Anh. Ở Thebes, Mutemwiya cũng xuất hiện nhỏ hơn bên dưới những bức tượng khổng lồ của Amenhotep III. Điều này cho thấy, bà vẫn còn sống đến thập niên cuối cùng trong thời trị vì của Amenhotep III.

## Tham khảo

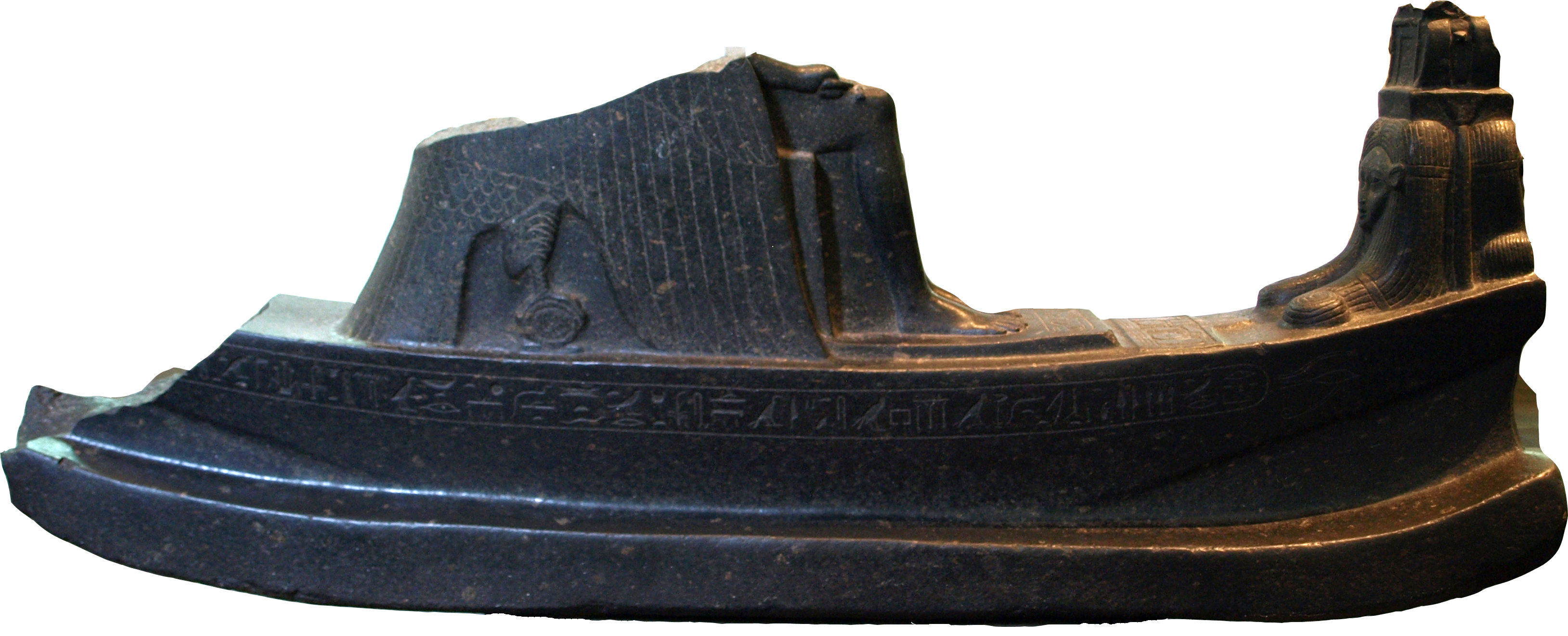
Tượng thuyền thiêng chở Mutemwiya